# David Snellgrove
David Snellgrove (29 juin 1920, Portsmouth- 25 mars 2016, Berkhamsted) est un tibétologue et écrivain anglais.  

## Biographie
David Snellgrove est né à Portsmouth en Angleterre en 1920, et a étudié à Southampton. Appelé pour le service militaire en tant que membre de la « Royal Engineers » il rejoint Barrackpore près de Calcutta pendant la domination britannique. 
Il découvrit la culture du Tibet lors d'une convalescence de paludisme dans un hôpital militaire de Lebong à Darjeeling où il a lu des livres sur le Tibet, et commença à apprendre la langue  tibétaine à l'aide notamment du dictionnaire de Charles Bell. Au cours de ses nombreuses visites à Darjeeling, il a employé un jeune tibétain nommé Lhachen avec qui il parlait tibétain. 
Du fait de ses contacts avec des Tibétains en Inde et de son implication dans la cause tibétaine dans les années 1960, il a fait venir cinq Tibétains en Angleterre, Sangye Tenzin Jongdong, Tenzin Namdak, Samten Karmay, Sonam Pandem Trangjun et Tashi Lhakpa, à Londres pour le développement des études tibétaines dans des universités de Londres, Paris et Rome. Deux de ces moines Bonpo, Sangye Tenzin et Tenzin Namdak, sont retournés en Inde et avec l'aide de deux organisations de réfugiés, ont fondé un camp de réfugiés Bonpo à Dolanji près de Solan dans l'Himachal Pradesh. En 1966, il fonda avec Hugh Richardson la Tibet House (également connu sous le nom d'Institute of Tibetan Studies) à Tring dans le Hertfordshire, au Royaume-Uni, dont la construction fut financé par le produit du livre A Cultural History of Tibet co-écrit avec Hugh Richardson et publié en 1968. Dans la préface de leur ouvrage, les auteurs ont écrit « we have taken upon ourselves to write this book at this time because the civilization of the Tibetan people is disappearing before our very eyes... Many civilizations have declined and desintegrated in the past, but it is rare that one has the opportunity of being an informed witness of such events. If we succeed in awakening the interest of our readers in this tragic drama, which affects us so closely in the human problems involved the task of writing this book will have been well repaid ».
Connaissant le sanskrit, le pali et des langues tibétaines, il est l'auteur de nombreux ouvrages et a été professeur d'études tibétaines à l'École des études orientales et africaines (SOAS), université de Londres jusqu'à sa retraite en 1982.